# 786 Bredichina
786 Bredichina è un asteroide della fascia principale del diametro medio di circa 91,6 km. Scoperto nel 1914, presenta un'orbita caratterizzata da un semiasse maggiore pari a 3,1693003 UA e da un'eccentricità di 0,1669763, inclinata di 14,55259° rispetto all'eclittica.
Il suo nome è in onore di Fëdor Aleksandrovič Bredichin, un astronomo russo.